# Paramaretia tuberculata
Paramaretia tuberculata is een zee-egel uit de familie Eurypatagidae.
De wetenschappelijke naam van de soort werd in 1907 gepubliceerd door Alexander Agassiz & Hubert Lyman Clark.